# Mercedes-Benz W153
O Mercedes-Benz W 153 foi um carro de luxo de seis cilindros em linha, produzido paralelamente ao W 143, a partir de 1938, e apresentado pela primeira vez ao público no Salão do Automóvel de Berlim, no início de 1939. Foi um dos vários modelos Mercedes-Benz conhecidos, em sua época, como Mercedes-Benz 230 (ou, neste caso, como Mercedes-Benz Typ(e) 230).
O carro tinha a mesma distância entre eixos de 3.050 mm das versões com distância entre eixos mais longa do W143 de 1937, mas com uma carroceria completamente nova e muito mais moderna, além de um chassi completamente novo. No lugar do subchassi de aço prensado do carro anterior, o W 153 tinha um subchassi de tubo oval em forma de X. O carro havia sido desenvolvido por Hans Gustav Röhr, que chefiou o Departamento de Desenvolvimento de Automóveis de Passageiros da empresa por dois anos antes de sua morte em agosto de 1937.